# Claude Muller
Claude Muller (8 ottobre, 1954 ...) è uno storico francese, specializzato nella storia dell'Alsazia del XVII ecolo.

## Biografia
Laureatosi in lettere, storia e teologia, è docente all'Università di Colmar e di Strasburgo. Autore di varie monografie sulla storia dell'enologia e sulla storia delle religioni, dal 2008 dirige l'Istituto di Storia Alsaziana dell'Università di Strasburgo.
In un'intervista rilasciata a maggio del 2013, ha dichiarato che nel XIX secolo l'Alsazia ospitava la metà dei protestanti e degli Ebrei di tutta la Francia, e che solo in tempi recenti era stato portato alla luce il contributo recato all'industrializzazione locale fra il 1870 e il 1914 dalla Germania, che all'epoca era la prima potenza manifatturiera del mondo. L'influsso dei giuristi tedeschi condizionò la nascita di uno Stato sociale complementare unico in tutta la Francia.

L'Alsazia diede i natali a tre Premi Nobel, due dei quali bilingui (Alfred Kastler e Albert Schweitzer), i quali svolsero un ruolo di mediazione culturale fra le due anime del territorio, quella francese e quella germanica; a Jean-François Reubell (1747-1807), figura-chiave della Rivoluzione francese; alla beata Élisabeth Eppinger (1814-1867), fondatrice della congregazione delle Suore del Santissimo Salvatore; ad André Bord, ministro di lungo corso dei presidenti De Gaulle e Pompidou; a Philippe Richert, anch'egli ex ministro della Repubblica, al suo secondo mandato di presidente della Regione Alsazia.